# Musonija
Musonija (lat. Moussonia), biljni rod iz porodice gesnerijevki sa 22 vrste zeljastog bilja i polugrmova rasprostranjenih od Meksika do Paname. Dio je podtribusa Gloxiniinae.

## Etimologija
Rod je nazvan u čast J. R. A. Moussona (1805.-1890.), fizičara i zoologa u Zürichu, Švicarska.

## Opis roda
To je kopneno šumsko bilje ili polugrmlje,, koje raste na vlažnim mjestima. Stabljika je uspravna, razgranata, bez ljuskastih rizoma. Listovi nasuprotni, izofilni. Cvatovi aksilarni, cime ili pojedinačni cvjetovi. Cvjetovi s crvenim, narančastim do žutim vjenčićem, cijev duga, najšira u sredini, baza i grlo uski, krak s gotovo pravilnim režnjevima. Prašnici 4, prirasli uz bazu cjevčice vjenčića, uključeni. Nektarij prstenasti. Jajnik polu-donji do gotovo potpuno donji, vrh stožast; stigma stomatomorfna. Nektarij prstenasti. Plod je suha, jajolika ili elipsoidna kapsula. Broj kromosoma: 2n = 22.

## Vrste
1. Moussonia adpressipilosa D. L. Denham ex Ram.-Roa
2. Moussonia ampla L. E. Skog
3. Moussonia benitojuarezii Ram.-Roa & Flores-Fausto
4. Moussonia collina (Brandegee) Ram.-Roa
5. Moussonia deppeana (Schltdl. & Cham.) Hanst.
6. Moussonia elegans Decne. ex Planch.
7. Moussonia fruticosa (Brandegee) Wiehler
8. Moussonia hirsutissima (C. V. Morton) Wiehler
9. Moussonia jaliscana (S. Watson) D. L. Denham ex Ram.-Roa
10. Moussonia larryskogii Ram.-Roa
11. Moussonia orientalis Ram.-Roa
12. Moussonia pedunculata (Brandegee) Ram.-Roa
13. Moussonia pendula (C. V. Morton) Ram.-Roa
14. Moussonia rupicola (Standl. & L. O. Williams) Wiehler
15. Moussonia serrulata (C. V. Morton) Wiehler
16. Moussonia skutchii (C. V. Morton & D. N. Gibson) Wiehler